# Crémaillère de Montserrat
La Crémaillère de Montserrat (en catalan: Cremallera de Montserrat) est une ligne de chemin de fer à voie métrique à crémaillère système Abt située en Catalogne (Espagne), dans le massif de Montserrat. Elle relie Monistrol de Montserrat à l'Abbaye de Montserrat.
Initialement propriété de la société Ferrocarrils de Muntanya de Grans Pendents (FMGP), mise en service le 5 mai 1892 et inaugurée le 6 octobre suivant. Elle a été fermée le 12 mai 1957. Après reconstruction et remise en service le 11 juin 2003 elle est exploitée par les Ferrocarrils de la Generalitat de Catalunya.

## Histoire

### Première période (1882-1957)

#### Projet
C'est le 1er septembre 1880 que l'ingénieur Joaquim Carreras présente au gouvernement espagnol un projet de ligne de chemin de fer dont la gare de départ se trouverait à proximité de la gare de Monistrol-Nord (renommée depuis Castellbell i el Vilar-Monistrol de Montserrat) de la Compañía de los caminos de hierro del Norte et rejoignant l'Abbaye de Montserrat. La ligne serait divisée en deux sections. La première entre Monistrol Partida au franchissement du Llobregat, d'une longueur 2 kilomètres serait en adhérence simple. La seconde, du Llobregat à Montserrat, d'une longueur de 4,7 kilomètres serait à crémaillère, avec des rampes atteignant 210‰/ Dès le 31 décembre 1881 est constituée la société Ferrocarrils de Muntanya de Grans Pendents. La ligne de chemin de fer de Monistrol à Montserrat est concédée par le gouvernement espagnol le 27 juillet 1882. Les terrassements autour de la gare de Monistrol Partida débutent dans la foulée.
En 1889 la société reprend la totalité des études et modifie à la fois le tracé de la ligne et le système de crémaillère. La ligne à écartement métrique a désormais une longueur de 8,624 kilomètres et une pente maximum de 150‰. Elle est pourvue en totalité d'une crémaillère de type Abt. Le nouveau projet est officiellement déposé auprès de l'administration le 17 octobre 1890. Il est validé par le gouvernement en avril 1891, et les travaux reprennent en septembre.

#### Construction et évolutions
Les travaux ont été réalisés en moins de six mois malgré le percement de deux tunnels, la construction des ponts sur la rivière Marà et sur le Llobregat. Le premier train atteint Montserrat le 25 juillet 1892.
La ligne est inaugurée le 6 octobre 1892. Elle dispose alors de 3 gares : Monistrol Partida, Monistrol-Vila, et Montserrat. En 1895 est ajoutée la halte de La Bauma. En 1905 la ligne est prolongée à la gare de Monistrol-Nord (renommée depuis Castellbell i el Vilar-Monistrol de Montserrat), ce qui permet des correspondances directes avec les trains à voie large de la Compañía de los caminos de hierro del Norte. Cependant, le chantier durera jusqu'en 1913. Ce prolongement entraine la fermeture et la désaffectation de la gare de Monistrol Partida. 
En 1924, la Companyia General dels Ferrocarrils Catalans met en service la ligne de Martorell à Manresa et crée une gare de correspondance avec la ligne à crémaillère dénommée Monistrol-Enllaç.
Durant la guerre civile, à compter du 18 juillet 1936, le syndicat des cheminots prend le contrôle de la ligne, et dès l'année suivante elle sert à acheminer les blessés à l'abbaye de Montserrat transformée en hôpital. Dès la fin de la guerre civile en 1939 la ligne est rouverte aux voyageurs.
Le 25 juillet 1953, un accident grave oblige à fermer la ligne durant quinze jours.
Le 4 mai 1957, face au mauvais état général de la ligne, la division inspectrice de compañias de ferrocarriles de via estrecha ordonne la fermeture de la ligne. Cette fermeture est effective le 12 mai, date à laquelle le train effectue son dernier voyage.

#### Matériel roulant

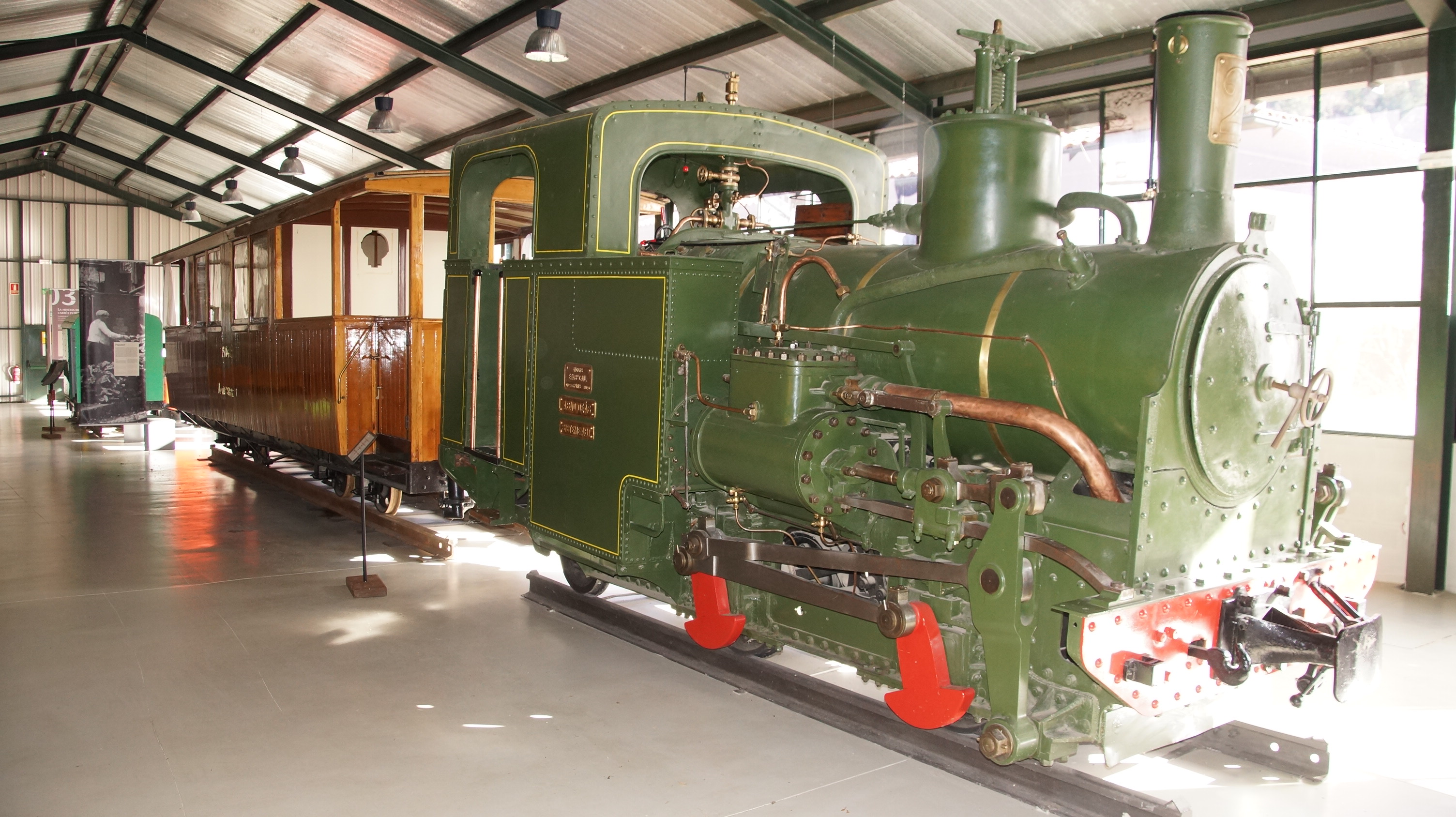
Locomotive n°2 construite par Cail

La première commande de matériel roulant a été commandé le 3 septembre 1891 à la Société Anonyme des Anciens Établissements Cail. Elle portait notamment sur cinq locomotives à crémaillère à vapeur qui ont été livrées en 1892. Trois locomotives supplémentaires ont été achetées de 1892 à 1923.
Toutes les locomotives, numérotées de 1 à 8 ont reçu des noms de baptême : n°1 Virgen de Montserrat, n°2 Monistrol, n°3 San Jerónimo, n°4 Victor Balaguer, n°5 Abad Deàs, n°6 Julian Fuchs, n°7 Elias Rogent et n°8 Conde de Lavern.
Les locomotives n°3 et 5 ont été radiées à la suite de l'accident de 1953.
Il y a eu jusqu'à vingt-et-une voitures en service sur le réseau. Elles avaient une capacité de 50 à 60 passagers réparties dans cinq compartiments à portières latérales.

#### Stations

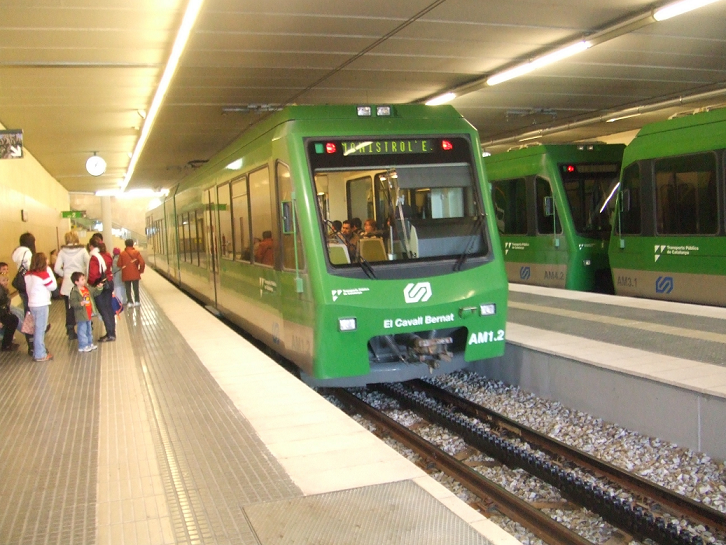
Station de Montserrat, avec la crémaillère visible entre les rails.

La ligne a connu au total les six points d'arrêt suivants.
1. Monistrol-Nord (km 0,000). Gare de correspondance avec les trains de la Compañía de los caminos de hierro del Norte de Barcelone à Manresa.
2. Monistrol Partida (km 0,774). Gare terminus initiale de la ligne, elle a été supprimée lors du prolongement à Monistrol-Nord, en 1905.
3. La Bauma (km 1,837). Simple halte ouverte en 1895. Elle disposait d'un quai et d'un abri en bois.
4. Monistrol-Enllaç (km 3,138). Gare de correspondance avec la ligne de Barcelone à Manresa par Martorell de la Companyia General dels Ferrocarrils Catalans mise en service en 1924.
5. Monistrol-Vila (km 4,313). Centre névralgique du réseau où se trouvait le dépôt et l'atelier d'entretien du matériel roulant. Elle disposait d'un important faisceau de voies lui permettant de recevoir des voyageurs et des marchandises.
6. Montserrat (km 8,624). Terminus de la ligne au pied de l'abbaye.

#### Exploitation
Dès l'ouverture de la ligne, la desserte était assurée par douze trains par jour.